# 異鄉類錦夜蛾
異鄉類錦夜蛾（学名：Euplexidia exotica）为夜蛾科類錦夜蛾屬下的一个种。